# Farma čínsko-československého přátelství
Statek čínsko-československé družby (někdy též Statek čínsko-československého přátelství či Farma čínsko-československého přátelství) je historický název státního statku, zřízeného v roce 1956 v okrese Cchang-čou v provincii Che-pej. Původně zemědělský podnik složený z centrálního statku (ústřední správní obce) a několika různě zaměřených brigád (usedlostí v bližším či vzdálenějším okolí centrálního statku) doznal od svého založení prudkého rozvoje díky zemědělské mechanizaci, kterou ve velkém množství darovala ČLR vláda ČSR u příležitosti vládní návštěvy vedené maršálem ČuTe. Na rodící se státní statek byli z ČSR vysláni také odborníci, aby mohli kompletovat darované stroje a naučit místní zemědělce s nimi zacházet a pečovat o ně. V současné době se místo rozrostlo o průmysl, hlavním zdrojem příjmů jsou těžba a zpracování ropy a průmyslová výroba. Z původního statku vzniklo průmyslové město, které má asi 80 000 obyvatel.

## Vazby na Českou republiku
U příležitosti padesátého výročí založení Statku v roce 2006 nechalo její vedení vystavět památník čínsko-československého přátelství. Statek koupil roku 2010 český pavilon z výstavy Expo v Šanghaji. Místo se snaží kooperovat s českými a slovenskými partnery, k čemuž využívá i kontakty z doby před listopadem 1989. 